# Pristotis
Pristotis is een geslacht van straalvinnige vissen uit de familie van rifbaarzen of koraaljuffertjes (Pomacentridae). Het geslacht is voor het eerst wetenschappelijk beschreven in 1838 door Rueppell.

## Soorten
- Pristotis cyanostigma (Rüppell, 1838)
- Pristotis obtusirostris (Günther, 1862)